# Philomedes longicornis
Philomedes longicornis är en kräftdjursart som beskrevs av Liljeborg 1853. Philomedes longicornis ingår i släktet Philomedes och familjen Philomedidae. Inga underarter finns listade i Catalogue of Life.